# Jonathan Hardy
Jonathan Hardy (20 de septiembre de 1940 - 30 de julio de 2012) fue un actor, escritor y director australiano de Nueva Zelanda.
Hardy se entrenó como actor en Gran Bretaña, y trabajó para el Royal National Theatre entre otras compañías de teatro británicos. Regresó a su casa de Nueva Zelanda en una gira en la producción de La comedia de las equivocaciones con la Royal Shakespeare Company, y se quedó para ayudar a expandir la industria del teatro en el país. Más tarde emigró a Australia.
Hardy murió, a los 71 años, en su casa en la Sierra Sur de Nueva Gales del Sur el 30 de julio de 2012.

## Filmografía seleccionada
- My Letter to George (1986)
- Moulin Rouge! (2001)
- Farscape (1999-2003)

## Premios y distinciones
Premios Óscar
| Año  | Categoría            | Película       | Resultado |
| ---- | -------------------- | -------------- | --------- |
| 1981 | Mejor guion adaptado | Breaker Morant | Nominado  |